# Tambatajá
Tambatajá S.A. Indústria de Carrocerias war ein brasilianischer Hersteller von Automobilen.

## Unternehmensgeschichte
Das Unternehmen aus São Paulo begann 1969 mit der Produktion von Automobilen und Kit Cars. Der Markenname lautete Gaiato. Zwei oder drei Jahre später endete die Produktion.

## Fahrzeuge
Das einzige Modell war ein Mehrzweckfahrzeug mit einer Ähnlichkeit zum Jeep. Auf ein ungekürztes Fahrgestell von Volkswagen do Brasil wurde eine offene viertürige Karosserie aus Fiberglas montiert. Ein luftgekühlter Vierzylinder-Boxermotor war im Heck montiert und trieb die Hinterräder an.